# Municipio de Bainbridge (Indiana)
El municipio de Bainbridge (en inglés: Bainbridge Township) es un municipio ubicado en el condado de Dubois en el estado estadounidense de Indiana. En el año 2010 tenía una población de 16020 habitantes y una densidad poblacional de 174,32 personas por km².

## Geografía
El municipio de Bainbridge se encuentra ubicado en las coordenadas 38°23′5″N 86°56′8″O / 38.38472, -86.93556. Según la Oficina del Censo de los Estados Unidos, el municipio tiene una superficie total de 91.9 km², de la cual 90.85 km² corresponden a tierra firme y (1.14%) 1.05 km² es agua.

## Demografía
Según el censo de 2010, había 16020 personas residiendo en el municipio de Bainbridge. La densidad de población era de 174,32 hab./km². De los 16020 habitantes, el municipio de Bainbridge estaba compuesto por el 93.98% blancos, el 0.36% eran afroamericanos, el 0.18% eran amerindios, el 0.78% eran asiáticos, el 0.03% eran isleños del Pacífico, el 3.78% eran de otras razas y el 0.9% pertenecían a dos o más razas. Del total de la población el 7.27% eran hispanos o latinos de cualquier raza.